# Левков, Рампо
Рампо Илиев Левков (макед. Рампо Илиев Левков; серб. Рампо Илије Левков; 9 января 1909, Прилеп — 19 сентября 1942, Дабница) — македонский юрист, участник Народно-освободительной войны Югославии, Народный герой Югославии.

## Биография
Окончил школу города Прилеп и юридический факультет Белградского университета. Член КПЮ с 1933 года. До войны неоднократно арестовывался полицией за поддержку коммунистов. После начала болгарской оккупации отказался сотрудничать с властями Болгарии и ушёл в подполье. Будучи руководителем адвокатской канцелярии КПЮ, Левков отвечал за контакты с деревенским населением. Пользовался большим авторитетом среди простых граждан, вследствие чего полиция боялась его даже преследовать. Рампо нёс службу в партизанском отряде имени Димитара Влахова в годы войны.
14 сентября 1942 был арестован и отправлен в казармы Прилепа, где содержались ещё около сотни активистов и служащих НОАЮ. После пяти дней допросов был отправлен в Дабницу и брошен в известковую яму, где умер от истощения. 5 июля 1951 ему было посмертно присвоено звание Народного героя.